# ریچارد آرمسترانگ وایتینگ
ریچارد آرمسترانگ وایتینگ (انگلیسی: Richard Armstrong Whiting; ۱۲ نوامبر ۱۸۹۱ – ۱۹ فوریهٔ ۱۹۳۸) یک موسیقی‌دان و آهنگساز آهنگ‌های عامه‌پسند اهل ایالات متحده آمریکا بود.
وی در یک خانواده اهل موسیقی در پئوریا، ایلینوی به دنیا آمد. پدرش فرانک وایتینگ، ویولونیست و مادرش معلم پیانو بود. وی پدر خوانندگی/هنرپیشه مارگارت وایتینگ و هنرپیشه باربارا وایتینگ اسمیت است. وایتینگ در سال ۱۹۳۸ در سن ۴۶ سالگی در اوج دوران فعالیت حرفه‌ای بر اثر سکته قلبی درگذشت.

## منتخب موسیقی فیلم
- مونت‌کارلو (۱۹۳۰)
- یک ساعت با تو (۱۹۳۲)
- جنگ‌های صلیبی (۱۹۳۵)

## همکاری هنرمندان برجسته
برخی از هنرمندان برجسته که در ضبط آثار وایتینگ همکاری داشته‌اند:
- لویی آرمسترانگ
- تونی بنت
- جوزفین بیکر
- نورا بیز
- شر
- موریس شوالیه
- اریک کلپتون
- رزماری کلونی
- نت کینگ کول
- جان کولترین
- پری کومو
- بینگ کرازبی
- دوریس دی
- بابی دارین
- باب دیلن
- روث اتینگ
- آلیس فی
- مایکل فاینستاین
- الا فیتزجرالد
- جودی گارلند
- جرج گرشوین
- بنی گودمن
- بیلی هالیدی
- باب هوپ
- آل جولسون
- دایانا کرال
- فرانسیس لنگفورد
- پگی لی
- جانت مک‌دانلد
- فرد مک‌موری
- وینتون مارسالیس
- دین مارتین
- مری مارتین
- تونی مارتین
- کارمن مک‌ری
- ایثل مرمن
- بت میدلر
- گلن میلر
- مایکل نسمیت
- آنیتا اودی
- رنه اولستاد
- جو پس
- دیک پاول
- دایانا راس
- شرلی تمپل
- آرتی شاو
- فرانک سیناترا
- جو استفورد
- کی استار
- راد استوارت
- فتس والر
- پل وایتمن
- مارگارت وایتینگ
- اندی ویلیامز